# Bangalô

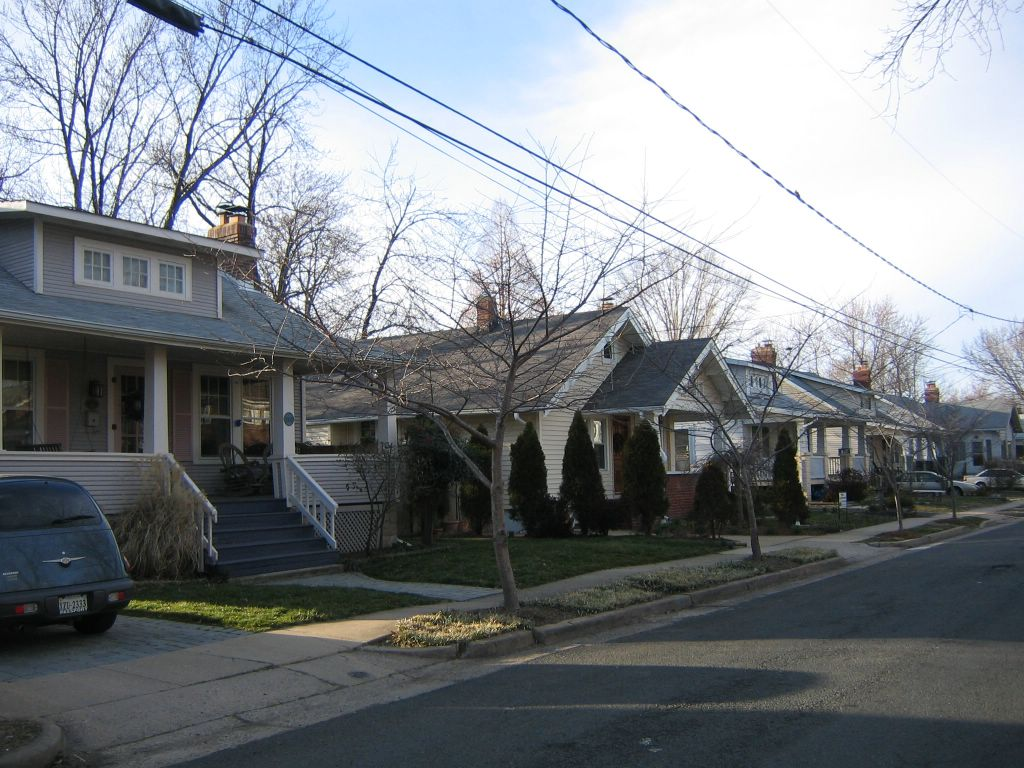
Rua de bangalôs na Virgínia

Um bangalô ou bangaló é um tipo de construção de um só andar, muito popular na América do Norte. A palavra deriva do guzerate baṅglo, que por sua vez vem do hindi baṅglā. Ela significa "bengali", no sentido de "casa no estilo de Bengala". Essas casas eram tradicionalmente pequenas, de um só andar e tinham uma varanda. Os bangalôs modernos são um tipo de casa normalmente de um andar ou um andar e meio, e podem ser muito grandes.
Na Índia, o termo Bangalô refere-se a qualquer residência pertencente a uma só família, em oposição ao edifício de apartamentos, que é a típica residência das classes médias urbanas. Nesse país, possuir um bangalô é símbolo de status.